# Walter Freivogel
Walter Freivogel (* 14. November 1919 in Dietlingen; † 27. Juli 2010 in Keltern) war ein deutscher Turnsportler, Turnfunktionär und internationaler Kampfrichter.
Freivogel wurde Kunstturner, nachdem er als Jugendlicher den Olympiasieger von 1936, Alfred Schwarzmann, bei einem Schauturnen in Dietlingen in Aktion gesehen hatte. Er war für die TG Dietlingen aktiv, später war der gelernte Werkzeugmacher auch Trainer im Verein. Im Turngau Pforzheim-Enz und beim Badischen Turnerbund war er Lehrwart und Kunstturnwart. Von 1978 bis 1984 war er Mitglied im Bundeskunstturnausschuss des Deutschen Turner-Bundes. Mehr als 20 Jahre lang fungierte er als Kampfrichter im Geräteturnen der Männer, unter anderem bei Deutschen, Europa- und Weltmeisterschaften. Außerdem war er in dieser Funktion bei den Olympischen Spielen 1972 in München, 1976 in Montreal, 1984 in Los Angeles und 1988 in Seoul im Einsatz. 1985 erhielt er das Bundesverdienstkreuz am Bande. Darüber hinaus war er Ehrenmitglied des Badischen Turnerbundes und Träger der Friedrich-Ludwig-Jahn-Plakette des Deutschen Turner-Bundes sowie der goldenen Ehrennadel des Internationalen Turner-Bundes.